# اونمیو-جی

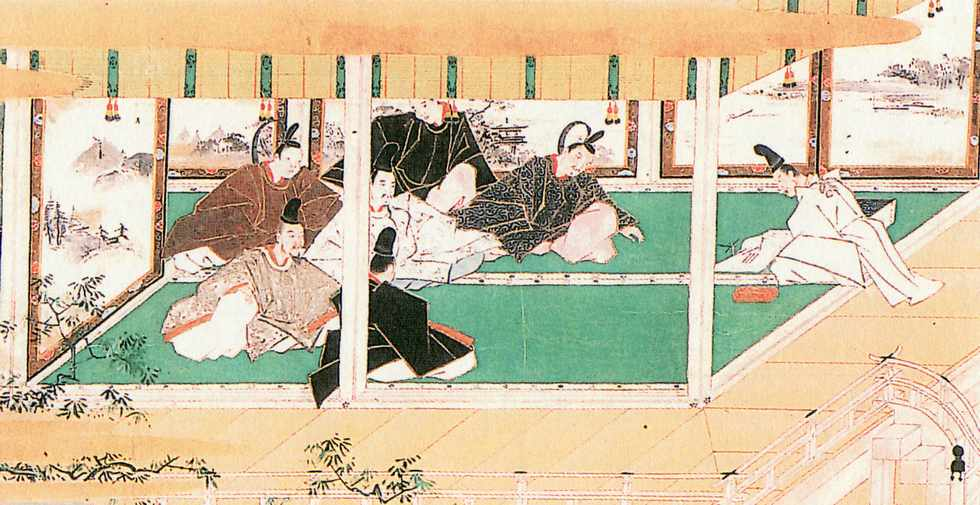
از کتاب تصویری نارا "Tamamo-no-Mae" منتشر شده در اوایل دوره ادو، که یک اونمیو-جی را در حال انجام فال با میله‌های شمارش نشان می‌دهد. از مجموعه کتابخانه دانشگاه کیوتو.

اونمیو-جی (به ژاپنی: 陰陽師 Onmyōji)، استاد یین و یانگ یکی از مناصب رسمی متعلق به دفتر اونمیو وزارت مرکز تحت سیستم ریتسوریو در ژاپن باستان بود و به عنوان یک کارمند فنی مسئول طالع‌بینی  بر اساس تئوری پنج مرحله یین و یانگ در قرون وسطی و اوایل دوره مدرن منصوب شد. این اصطلاح برای اشاره به کسانی که در بخش خصوصی نماز و پیشگویی می‌کردند، به کار می‌رفت و برخی از آنها به عنوان یک روحانی تلقی می‌شدند.